# Teucrium balfourii
Teucrium balfourii là một loài thực vật có hoa thuộc họ Lamiaceae.
Loài này chỉ có ở Yemen.
Môi trường sống tự nhiên của chúng là vùng nhiều đá.